# Bourgogne (Weinbaugebiet)

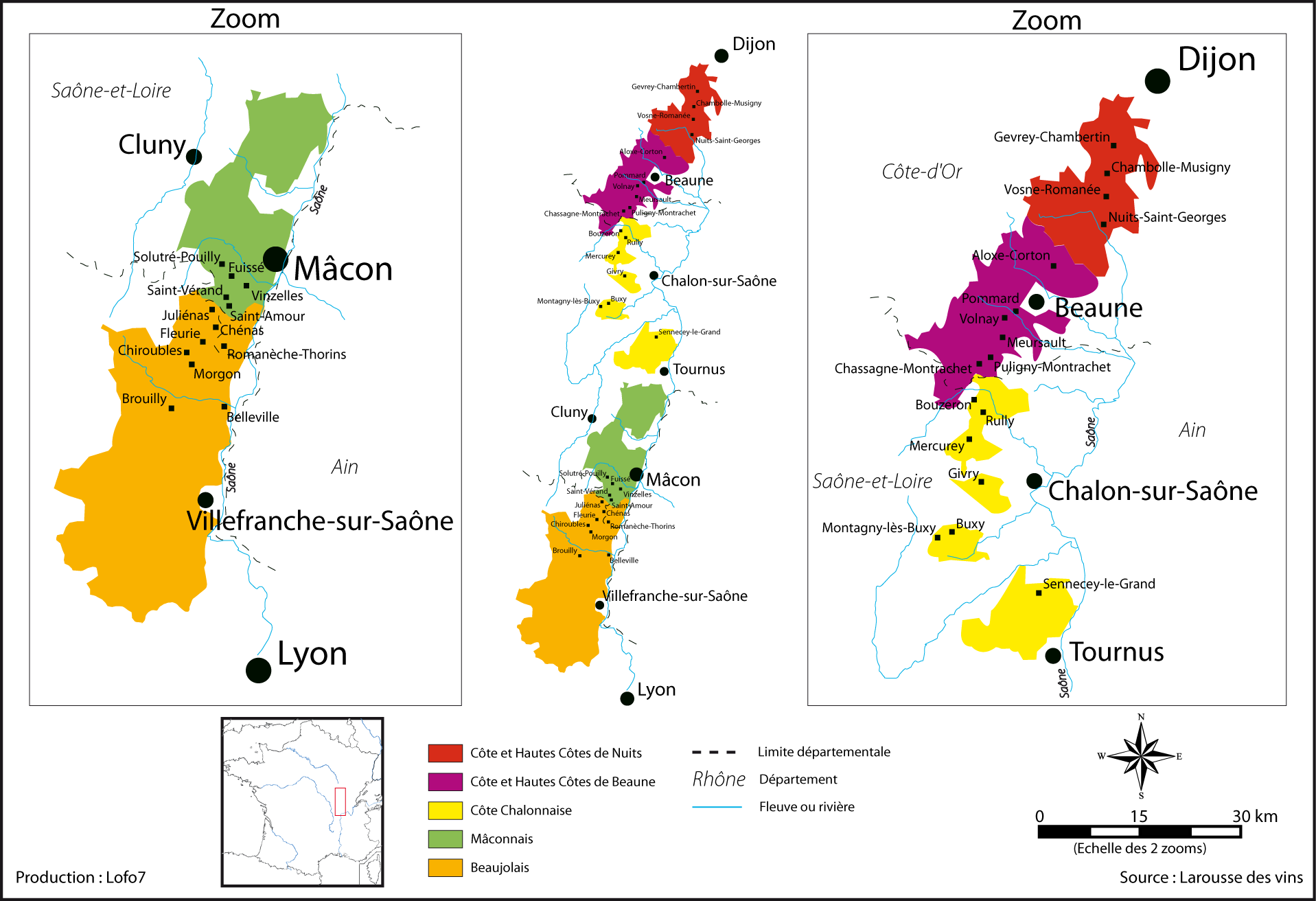
Das Weinbaugebiet Burgund. Die regionale Appellation Bourgogne ist praktisch deckungsgleich mit der Weinbauregion Burgund.

Das Weinbaugebiet Bourgogne ist die regionale Appellation der Weinbauregion Burgund. Jeder Wein der Großregion Burgund darf diesen Namen tragen, sofern die Mindestbestimmungen erfüllt sind. Seit dem 31. Juli 1937 wurden diese Bestimmungen im Rahmen einer Appellation d’Origine Contrôlée (kurz AOC) festgehalten.
Im Jahr 2006 wurden insgesamt 971,37 Hektar mit weißen Rebsorten sowie 1842,11 Hektar mit roten Sorten unter dieser Herkunftsbezeichnung deklariert. Die Produktionsmenge lag im Mittel zwischen den Jahren 2003 und 2007 bei 52.764 Hektoliter Weißwein und 93.534 Rot- und Roséwein. Diese Werte beinhalten nicht die Produktionsmengen des Bourgogne Aligoté, dessen Anbaubedingungen getrennt beschrieben werden.
- Für den Rotwein und den Roséwein sind die Rebsorten Pinot Noir, Pinot Liébault und Pinot Gris zugelassen. Zu max. 15 % sind auch die weißen Rebsorten Chardonnay und/oder Pinot blanc zugelassen. Im Département Rhône ist auch die Rebsorte Gamay zugelassen, da man sich dort im Bereich des Weinbaugebiets Beaujolais befindet. Ganz lokal finden die Sorten César und Tressot ebenfalls Eingang in die Weine. Die Erntebeschränkung liegt bei 55 Hektoliter / Hektar, der Mindestalkoholgehalt liegt bei 10 %. Die Vorschrift verlangt, dass der Most für den Rotwein mindestens 162 Gramm Zucker pro Liter (→ Mostgewicht) enthält. Beim Roséwein liegt dieser Wert bei 153 g/l.
- Beim Weißwein sind nur die Sorten Chardonnay und/oder Pinot Blanc zugelassen. Die Erntebeschränkung liegt bei 60 Hektoliter / Hektar, der Mindestalkoholgehalt bei 10,5 %. Das Mindestmostgewicht liegt bei 153 g/l.

Einen Sonderstatus haben einige Gemeinden. Die in Serrigny geernteten Weine dürfen Bourgogne Chapelle-Notre-Dame genannt werden. Bourgogne Chapitre heißen die Weine aus Chenôve. Einige Parzellen der Stadt Dijon dürfen unter dem Namen Bourgogne Montrecul (oder Montre-Cul oder En Montre-Cul) vermarktet werden. Die Weine aus Joigny dürfen auf dem Etikett die Bezeichnung Bourgogne Côte-Saint-Jacques tragen. Die Zuteilung eines Sonderstatus ist häufig der erste Schritt in Richtung einer spezifischen Appellation.

## Zugelassene Weinlagen nach Gemeinde

### Département Yonne
Im Département Yonne sind Weinreben aus folgenden 54 Gemeinden zugelassen:
Accolay, Asquins, Augy, Auxerre, Beine, Bernouil, Béru, Bleigny-le-Carreau, Chablis, Champvallon, La Chapelle-Vaupelteigne, Charentenay, Chemilly-sur-Serein, Cheney, Chichée, Chitry, Collan, Coulanges-la-Vineuse, Courgis, Cravant, Dannemoine, Dyé, Epineuil, Escolives-Sainte-Camille, Fleys, Fontenay-près-Chablis, Irancy, Joigny, Junay, Jussy, Lignorelles, Ligny-le-Châtel, Maligny, Migé, Molosmes, Mouffy, Poilly-sur-Serein, Quenne, Saint-Bris-le-Vineux, Saint-Cyr-les-Colons, Saint-Père, Serrigny, Tharoiseau, Tonnerre, Tronchoy, Val-de-Mercy, Venoy, Vermenton, Vézelay, Vézinnes, Villy, Vincelottes, Viviers, Volgré.

### Département Côte-d’Or
Im Département Côte-d’Or sind Weinreben aus folgenden 91 Gemeinden zugelassen:
Aloxe-Corton, Ancey, Arcenant, Auxey-Duresses, Baubigny, Beaune, Belan-sur-Ource, Bévy, Bissey-la-Côte, Bligny-lès-Beaune, Boncourt-le-Bois, Bouix, Bouze-lès-Beaune, Brion-sur-Ource, Brochon, Chambolle-Musigny, Charrey-sur-Seine, Chassagne-Montrachet, Chaumont-le-Bois, Chaux, Chenôve, Chevannes, Chorey, Collonges-lès-Bévy, Comblanchien, Corcelles-les-Monts, Corgoloin, Cormot-le-Grand, Corpeau, Couchey, Curtil-Vergy, Daix, Dijon, Échevronne, L’Étang-Vergy, Fixin, Flagey-Echézeaux, Fussey, Gevrey-Chambertin, Gilly-lès-Cîteaux, Gomméville, Griselles, Ladoix-Serrigny, Larrey, Magny-lès-Villers, Mâlain, Marcenay, Marsannay-la-Côte, Massigny, Mavilly-Mandelot, Marey-lès-Fussey, Meloisey, Messanges, Meuilley, Meursault, Molesmes, Monthelie, Montliot-et-Courcelles, Morey-Saint-Denis, Mosson, Nantoux, Noiron-sur-Seine, Nolay, Nuits-Saint-Georges, Obtrée, Pernand-Vergelesses, Plombières-lès-Dijon, Poinçon-lès-Larrey, Pommard, Pothières, Premeaux-Prissey, Puligny-Montrachet, Reulle-Vergy, La Rochepot, Saint-Aubin, Saint-Romain, Santenay, Savigny-lès-Beaune, Segrois, Talant, Thoires, Vannaire, Vauchignon, Villars-Fontaine, Villedieu, Villers-la-Faye, Villers-Patras, Vix, Volnay, Vosne-Romanée, Vougeot.

### Département Saône-et-Loire
Im Département Saône-et-Loire sind Weinreben aus folgenden 154 Gemeinden zugelassen:
Aluze, Ameugny, Azé, Barizey, Berzé-la-Ville, Berzé-le-Châtel, Bissey-sous-Cruchaud, Bissy-la-Mâconnaise, Bissy-sur-Fley, Bissy-sous-Uxelles, Blanot, Bonnay, Bouzeron, Boyer, Burgy, Burnand, Bussières, Buxy, Bray, Bresse-sur-Grosne, Cersot, Chagny, Chaintré, Chamilly, Champagny-sous-Uxelles, Chânes, Change, Chapaize, La Chapelle-de-Guinchay, La Chapelle-sous-Brancion, Charbonnières, Chardonnay, Charnay-lès-Mâcon, Charrecey, Chasselas, Chassey-le-Camp, Château, Cheilly-lès-Maranges, Chenôves, Chevagny-les-Chevrières, Chissey-lès-Mâcon, Clessé, Cortambert, Cortevaix, Couches, Crêches-sur-Saône, Créot, Cruzille, Culles-les-Roches, Curtil-sous-Burnand, Davayé, Dennevy, Dezize-lès-Maranges, Donzy-le-National, Dracy-lès-Couches, Dracy-le-Fort, Épertully, Etrigny, Farges-lès-Mâcon, Fleurville, Fley, Fontaines, Fuissé, Genouilly, Germagny, Givry, Grevilly, Hurigny, Igé, Jalogny, Jambles, Jugy, Jully-lès-Buxy, Lacrost, Laives, Laizé, Leynes, Lournand, Lugny, Mâcon, Malay, Mancey, Martailly-lès-Brancion, Massy, Mellecey, Mercurey, Milly-Lamartine, Montagny-lès-Buxy, Montbellet, Montceaux-Ragny, Moroges, Nanton, Ozenay, Paris-l’Hôpital, Péronne, Pierreclos, Préty, Prissé, Pruzilly, Remigny, La Roche-Vineuse, Romanèche-Thorins, Rosey, Royer, Rully, Saint-Albain, Saint-Amour-Bellevue, Saint-Boil, Saint-Clément-sur-Guye, Saint-Denis-de-Vaux, Saint-Désert, Saint-Gengoux-de-Scissé, Saint-Gengoux-le-National, Saint-Gilles, Saint-Jean-de-Trézy, Saint-Jean-de-Vaux, Saint-Léger-sur-Dheune, Saint-Mard-de-Vaux, Saint-Martin-Belle-Roche, Saint-Martin-du-Tartre, Saint-Martin-sous-Montaigu, Saint-Maurice-des-Champs, Saint-Maurice-de-Satonnay, Saint-Maurice-lès-Couches, Saint-Pierre-de-Varennes, Saint-Sernin-du-Plain, Saint-Symphorien-d’Ancelles, Saint-Vallerin, Saint-Vérand, Saint-Ythaire, La Salle, Salornay-sur-Guye, Sampigny-lès-Maranges, Santilly, Sassangy, Saules, Savigny-sur-Grosne, Sennecey-le-Grand, Senozan, Sercy, Serrières, Sigy-le-Châtel, Sologny, Solutré-Pouilly, Tournus, Uchizy, Vaux-en-Pré, Vergisson, Vers, Verzé, Le Villars, La Vineuse, Vinzelles, Viré.

### Département Rhône
Im Département Rhône sind Weinreben aus folgenden 85 Gemeinden zugelassen:
Alix, Anse, L’Arbresle, Les Ardillats, Arnas, Bagnols, Beaujeu, Belleville, Belmont-d’Azergues, Blacé, Le Bois-d’Oingt, Le Breuil, Bully, Cercié, Chambost-Allières, Chamelet, Charentay, Charnay, Châtillon-d’Azergues, Chazay-d’Azergues, Chénas, Chessy, Chiroubles, Cogny, Corcelles-en-Beaujolais, Dareizé, Denicé, Émeringes, Fleurie, Frontenas, Gleizé, Jarnioux, Juliénas, Jullié, Lacenas, Lachassagne, Lancié, Lantignié, Légny, Létra, Liergues, Limas, Lozanne, Lucenay, Marchampt, Marcy, Moiré, Montmelas-Saint-Sorlin, Morancé, Nuelles, Odenas, Oingt, Les Olmes, Le Perréon, Pommiers, Pouilly-le-Monial, Quincié-en-Beaujolais, Régnié-Durette, Rivolet, Salles-Arbuissonnas-en-Beaujolais, Saint-Clément-sur-Valsonne, Saint-Cyr-le-Chatoux, Saint-Didier-sur-Beaujeu, Saint-Étienne-des-Oullières, Saint-Étienne-la-Varenne, Saint-Germain-sur-l’Arbresle, Saint-Georges-de-Reneins, Saint-Jean-d’Ardières, Saint-Jean-des-Vignes, Saint-Julien, Saint-Just-d’Avray, Saint-Lager, Saint-Laurent-d’Oingt, Saint-Loup, Sainte-Paule, Saint-Romain-de-Popey, Saint-Vérand, Sarcey, Ternand, Theizé, Vaux-en-Beaujolais, Vauxrenard, Vernay, Ville-sur-Jarnioux, Villié-Morgon.
Übergangsweise waren noch Weinlagen aus folgenden Gemeinden bis zum Jahrgang 2005 zugelassen:
1. Im Département Côte-d’Or: Chevigny-en-Valière, Combertault, Corcelles-les-Arts, Ebaty, Levernois, Merceuil, Montigny-lès-Beaune, Perrigny-lès-Dijon, Sainte-Marie-la-Blanche, Tailly.
2. Im Département Yonne: Appoigny, Chichery, Montagny-la-Resle.
3. Im Département Saône-et-Loire: Géanges, Saint-Loup-de-la-Salle, Chaudenay, Demigny.